# Visitação (Rembrandt)
Visitação é uma pintura a óleo sobre madeira de 1640 do mestre holandês Rembrandt, que se encontra actualmente no Detroit Institute of Arts de Detroit. A obra reconta o episódio bíblico da visita de Maria, com a gravidez avançada, à sua prima Isabel, que era muito mais velha e que estava igualmente perto de dar à luz.

## Descrição
Segundo Graham Beal, diretor do Detroit Institute of Arts, na página oficial deste museu:
"Rembrandt é reconhecido como um pintor da luz expressiva, e nesta obra, Visitação, ele faz concentrar uma explosão de luz sobrenatural sobre Maria, recém-grávida de Jesus, e sua prima Isabel, que em breve irá dar à luz a João Batista. A luz ilumina as figuras centrais e impregna a imagem com um sentido de espiritualidade. Os pavões na parte inferior esquerda simbolizam a imortalidade de Jesus baseado num mito de que a carne de pavão não se degenera."

## História da posse da obra
Foi o seguinte o percurso da obra em termos de localização geográfica e sucessivos proprietários, de acordo com a página do Detroit Institute of Arts onde a obra se encontra actualmente:
Em Amsterdão na colecção do artista (referido no inventário de falência do artista em 1656); em Goes, na Holanda, na colecção de Hieronymus van der Straten, magistrado e burgomestre de Goes; em Viena, na colecção do Príncipe Eugénio de Saboia (1633-1736) e depois na colecção de Maria Ana Vitória de Baviera (sobrinha e herdeira do Príncipe Eugénio); em Turim, na colecção de Carlos Emanuel III da Sardenha, Rei da Sardenha, que a adquiriu a Maria Anna Vitória de Baviera em 1741, e por descendência a Vítor Amadeu III da Sardenha, Carlos Emanuel IV da Sardenha (que abdicou em 1802) e (?) Vítor Emanuel I da Sardenha; Provavelmente foi levada pelos franceses para Paris entre 1798 e 1802; em Paris na posse do comerciante de arte R. Lerondelle antes de 1808; Levada para Inglaterra pelo comerciante Sebastian Érard em 1808; em Londres, na Grosvenor House, na colecção de Robert, 2º Conde de Grosvenor, mais tarde Marquês de Westminster (morreu em 1846); Por descendência, continuou em Londres, na Grosvenor House, na colecção dos Duques de Westminster, até que Hugh Richard Grosvenor a vendeu em 1913 a Alfred Charles de Rothschild que a manteve na sua colecção em Halton Manor; na colecção de Almina, Condessa de Carnarvon que a herdou de Alfred de Rothschild de acordo com Michael Hall; adquirida em 1924 pela M. Knoedler & Co., Ltd. (Londres & Nova Iorque) que finalmente a venderam ao Detroit Institute of Arts em 1927.